# Novoburejszkij
Novoburejszkij (oroszul: Новобурейский) városi jellegű település Oroszország ázsiai részén, az Amuri területen, a Burejai járás székhelye. Népessége: 8344 fő (a 2010. évi népszámláláskor).

## Elhelyezkedése
Az Amuri terület keleti részén, Blagovescsenszk területi székhelytől 272 km-re délkeletre helyezkedik el. 
A Bureja (az Amur mellékfolyója) jobb partján fekszik, 8 km-re a transzszibériai vasútvonal Bureja nevű állomásától. A település közelében vezet az „Amur” nevű R297-es főút (oroszul: ). A településnél ível át a folyón a transzszibériai vasútvonal hídja és kissé keletebbre az R297-es főút közúti hídja.

## Története
1900-ban alapították Malinovka falu mellett Nahalovka néven. Későbbi nevei: Prisztany-Malinovka, 1910-től – Prisztany-Bureja, 1939-től – Novoburejszkij; 1949-ben lett városi jellegű település. (Az orosz prisztany szó jelentése: 'kikötő'. A mai név jelentése: 'új-burejai' [település], korábban ugyanis már létezett Bureja néven falu.)
Novoburejszkij mellett épült 2010-2017 között a Bureján létesített vízlépcső második (alsó, kisebbik) vízerőműve, és mögötte a folyón 90 km hosszú víztározót alakítottak ki. A vízerőmű ünnepélyes átadása 2017 augusztusában megtörtént, bár a további munkálatok még folytatódtak, és októberben kisebb baleset is történt.